# هاينريش فون برنتانو
هاينريش فون برنتنو دي تريميزو (بالألمانية: Heinrich von Brentano di Tremezzo) (6 حزيران 1904 – 14 تشرين الثاني 1964) كان سياسي ألماني في حزب الاتحاد الديمقراطي المسيحي (CDU). خدم في منصبالوزير الاتحادي للشؤون الخارجية من عام 1955 إلى 1961.

## روابط خارجية
- هاينريش فون برنتانو على موقع الموسوعة البريطانية (الإنجليزية)
- هاينريش فون برنتانو على موقع مونزينجر (الألمانية)